# سیارک ۵۳۷۷
سیارک ۵۳۷۷ (به انگلیسی: 5377 Komori، نامگذاری:1991FM) پنج هزار و سیصد و هفتاد و هفتمین سیارک کشف شده‌است که در ۱۷ مارس ۱۹۹۱ کشف شد.
قدر مطلق سیارک برابر ۱۳٫۶۰ است.